# Блекендорф
Блекендорф (њем. Blekendorf) општина је у њемачкој савезној држави Шлезвиг-Холштајн. Једно је од 84 општинска средишта округа Плен. Према процјени из 2010. у општини је живјело 1.813 становника. Посједује регионалну шифру (AGS) 1057007.

## Географски и демографски подаци
Блекендорф се налази у савезној држави Шлезвиг-Холштајн у округу Плен. Општина се налази на надморској висини од 56 метара. Површина општине износи 38,3 km².

## Становништво
У самом мјесту је, према процјени из 2010. године, живјело 1.813 становника. Просјечна густина становништва износи 47 становника/km².